# Hang nélkül
A Hang nélkül (eredeti cím: A Quiet Place) 2018-ban bemutatott amerikai horrorfilm, melynek rendezője, egyik forgatókönyvírója és főszereplője John Krasinski. Egyéb fontosabb szerepekben Emily Blunt, Millicent Simmonds és Noah Jupe látható.
Egy családnak a legnagyobb csendben kell rejtőzködnie a bolygónkat megszálló idegen lények elől, amelyek ugyan nem látnak, de kifinomult hallásuk miatt a legkisebb zörej esetén is lecsapnak prédájukra.
2018. március 9-én mutatták be a South by Southwest fesztiválon. Az Amerikai Egyesült Államokban 2018. április 6-án a Paramount Pictures, Magyarországon május 3-án szinkronizálva az UIP-Dunafilm forgalmazásában került a mozikba. Bevételi és kritikai szempontból is sikeres lett: 431 millió dollárt termelt össze világszerte és elismeréseket kapott a kritikusoktól. Dicsérték az eredetiséget, a hangulatot, valamint a színészi játékot és a rendezői munkát.
Folytatása, Hang nélkül 2. 2020-ban jelent meg. 2024-ben újabb folytatást terveznek, A Quiet Place: Day One címmel.

## Cselekmény
2020-ban, három hónap alatt a Föld lakosságának nagy részét elpusztították olyan idegen lények, amelyek érzékeny hallással és látszólag áthatolhatatlan páncélzattal rendelkeznek. Az Abbott család – a házaspár Evelyn és Lee, siketnéma lányuk, Regan, valamint két fiuk, Marcus és Beau egy New York melletti elszigetelt farmon élnek. A családtagok a lehető legnagyobb csöndben élik mindennapi életüket és amerikai jelnyelvvel kommunikálnak egymással. A négyéves Beau egy elemes játékot szeretne vinni magával az útra, de apja ezt határozottan megtiltja neki, annak hangereje miatt. Regan titokban odaadja neki a játékot, Beau pedig a többiek tudtán kívül a hozzátartozó elemeket is magával viszi. Amikor a család hazafelé sétál az erdőben, Beau aktiválja az űrsiklót és szinte azonnal végeznek vele az idegen lények.
Egy évvel később Regant még mindig gyötri a bűntudat öccse halála miatt, Evelyn több hónapos terhes. Lee kétségbeesetten próbál rádiókapcsolatot teremteni a külvilággal. Később az apa elmegy Marcussal egy közeli folyóhoz horgászni, közben Regan ellátogat Beau sírjához. Evelyn vajúdni kezd és a pincében belelép egy kiálló szögbe. A fájdalom miatt véletlenül összetör egy képkeretet, amelyet az egyik közeli lény észlel. Evelyn felkapcsolja a kinti kapcsolót, ami a külső ház fényét pirosra változtatja, ezzel figyelmeztetve a többieket a veszélyre. Marcus és Lee tűzijátékokkal kicsalogatják a lényt, így Evelyn életet adhat gyermekének.
Regan visszamegy a farmra. Ő és Marcus menedéket keresnek egy gabona siló tetején, ahol tüzet gyújtanak, hogy figyelmeztessék apjukat hollétükről. Azonban, kifogy a gyújtófolyadék és a tűz leesik, amelyre Lee azt hiszi, hogy nincsenek ott. A tetőajtó kinyílik, és Marcus a silóba esik. Elmerül a kukoricába, majdnem már, hogy megfullad, de Regan utánaugrik és megmenti. A leszakadt tetőajtóba kapaszkodva elkerülik a további veszélyeket, azaz segít nekik a lénytámadásnál is. Regan feljavított hallókészülék-implantátuma a lény közelségére reagálni kezd, egy áthatóan hangos nagyfrekvenciás hangot sugározva felé, amely elhajtja a lényt. A gyerekek kiszabadulnak a silóból és újra találkoznak az apjukkal.
A bestia hamar visszatér, Lee azonban megtámadja őt egy tűzoltócsákánnyal, míg Marcus és Regan egy kisteherautóba zárkózik. Lee súlyosan megsebesül, amelynek hatására Marcus felkiált, és a lényt a teherautóhoz csalja. Lee mielőtt feláldozná magát, jelmutogatással elmagyarázza gyerekeinek, hogy nagyon szereti őket, ezután kiabálni kezd és a lény végez vele. A gyerekek kiengedik a kéziféket, és a kocsi elkezd legurulni a hegyről, és elmenekülnek, hogy újra találkozzanak Evelynnel és a kisbabával a házukban.
Regan, akinek korábban nem volt engedélyezve a ház alagsorába való lemenés, meglátja apja jegyzetét a teremtményekről és a kísérletezésről több különböző implantátummal. Amikor a lény visszatér az alagsorba, Regan a beültetett implantátumot egy közeli mikrofonhoz helyezi – hangosabbá téve a frekvenciát, hogy elhárítsa a lényt. Fájdalmasan érinti a lényt, aminek hatására szétnyitja húsos páncélját a fején, és Evelyn ekkor puskával szétlövi, ezzel megölve őt. A család egy CCTV monitort néz, és két lényt mutat, akik a ház alagsora felé haladnak. A teremtmények gyengeségével kapcsolatos új ismereteik tudatában a család tagjai élnek a helyzettel és felkészülnek a harcra.
|  | Itt a vége a cselekmény részletezésének! |

## Szereplők
| Színész            | Szerep        | Magyar hang            |
| ------------------ | ------------- | ---------------------- |
| Emily Blunt        | Evelyn Abbott | Németh Borbála         |
| John Krasinski     | Lee Abbott    | Horváth-Töreki Gergely |
| Millicent Simmonds | Regan Abbott  | nem szólal meg         |
| Noah Jupe          | Marcus Abbott | Mayer Marcell          |
| Cade Woodward      | Beau Abbott   | nem szólal meg         |

## Kritikai visszhang
A film pozitív kritikákat kapott. A Metacritic oldalán a film értékelése 82% a 100-ból, 55 vélemény alapján. A Rotten Tomatoeson a Hang nélkül 95%-os minősítést kapott, 270 értékelést összegezve.

## Folytatás
2018 áprilisában Jim Gianopulos, a Paramount elnöke és vezérigazgatója bejelentette, hogy dolgoznak a folytatáson. Woods és Beck forgatókönyvírók korábban már elárulták: elkezdtek ötletelni a lehetséges második filmről.